# Unión Atlético Piar
Unión Atlético Piar é um clube de futebol da Venezuela. Atualmente participa da 2ª Divisão do Campeonato Venezuelano de Futebol.